# Gmina Manly
Manly (Manly Council) – jeden z 38 samorządów lokalnych wchodzących w skład aglomeracji Sydney, największego zespołu miejskiego Australii. Dzielnica ta położona jest w części miasta określanej potocznie jako tzw. północne plaże. Zajmuje powierzchnię 15 km² i liczy 37 110 mieszkańców (2006).
Manly ma podpisane umowy o współpracy z sześcioma miastami lub dzielnicami. W czterech przypadkach są to umowy przewidujące status tzw. miast siostrzanych. Więzy takie łączą dzielnicę z Taitō (jeden z samorządów na terenie aglomeracji Tokio w Japonii), Jing’an (Chińska Republika Ludowa), Bath (Wielka Brytania) oraz Haeundae-gu (jeden z samorządów na terenie miasta Pusan w Korei Południowej). Z kolei umowy zawarte z japońskim miastem Odawara oraz miastem Gunnedah (znajdującym się również w stanie Nowa Południowa Walia) mówią o statusie „miast zaprzyjaźnionych”.

## Geograficzny podział Manly
- Balgowlah
- Balgowlah Heights
- Clontarf
- Fairlight
- Manly
- North Seaforth
- Seaforth

## Galeria

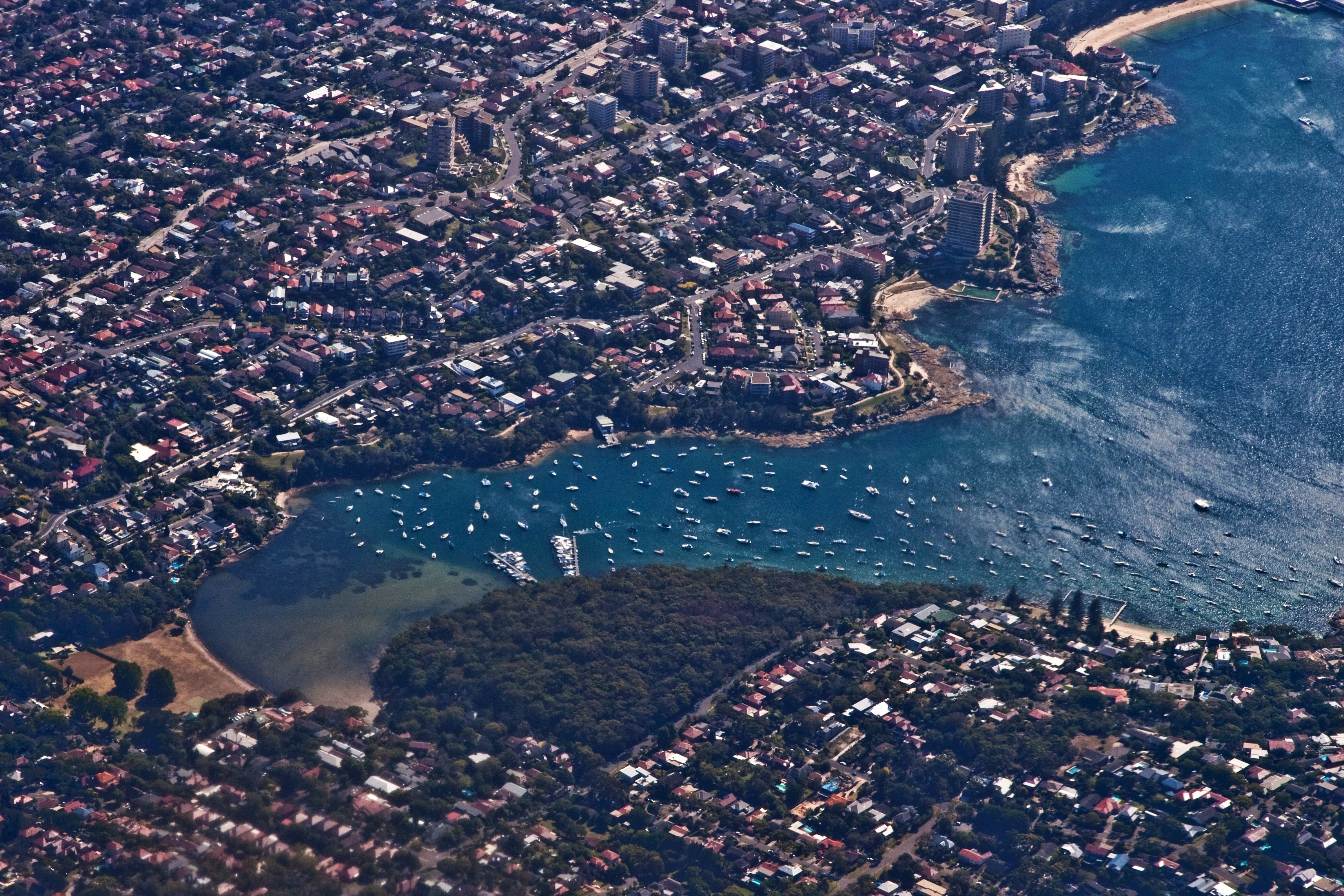
Widok na dzielnicę Fairlight
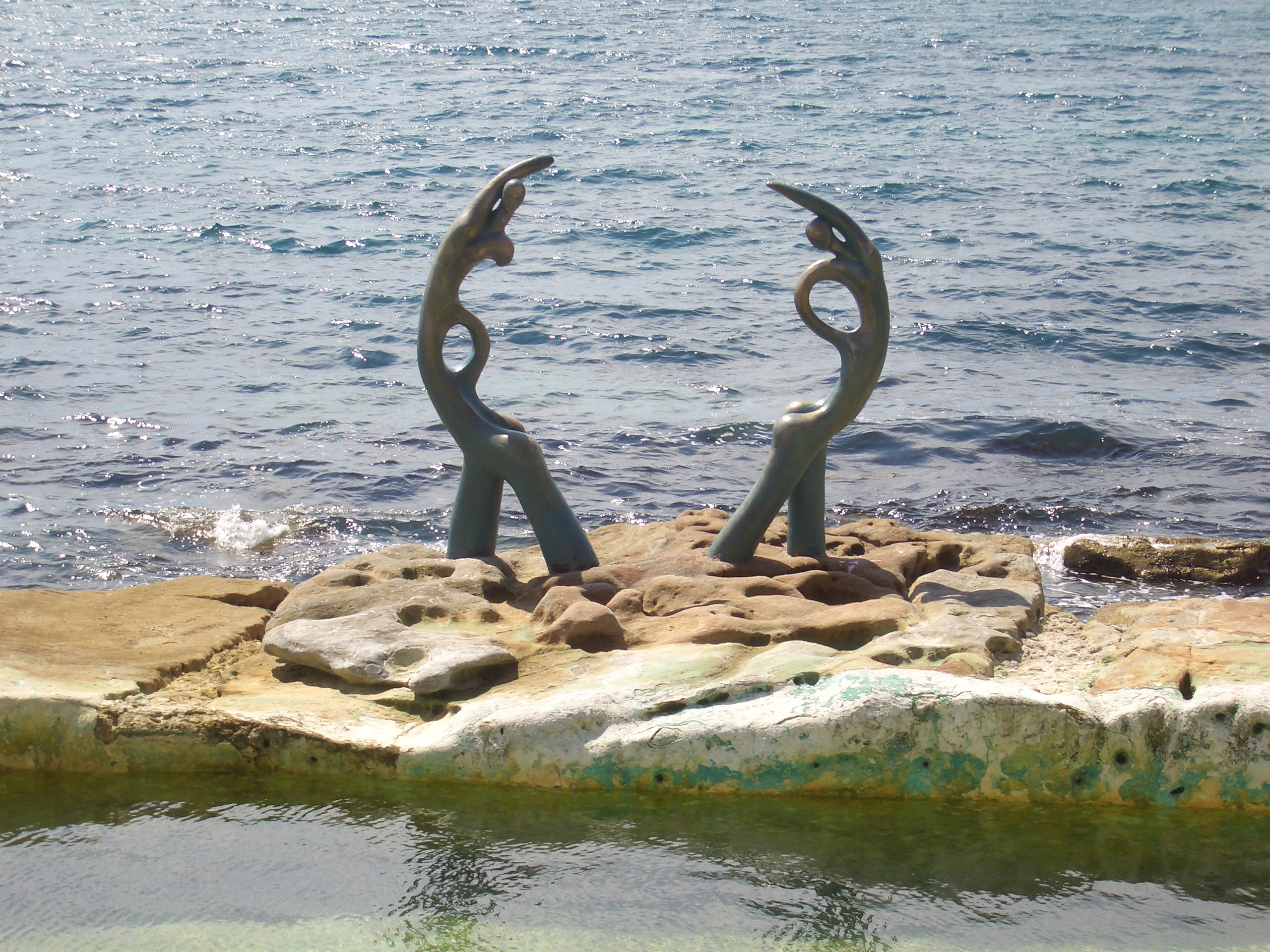
Rzeźby na plaży Fairy Bower
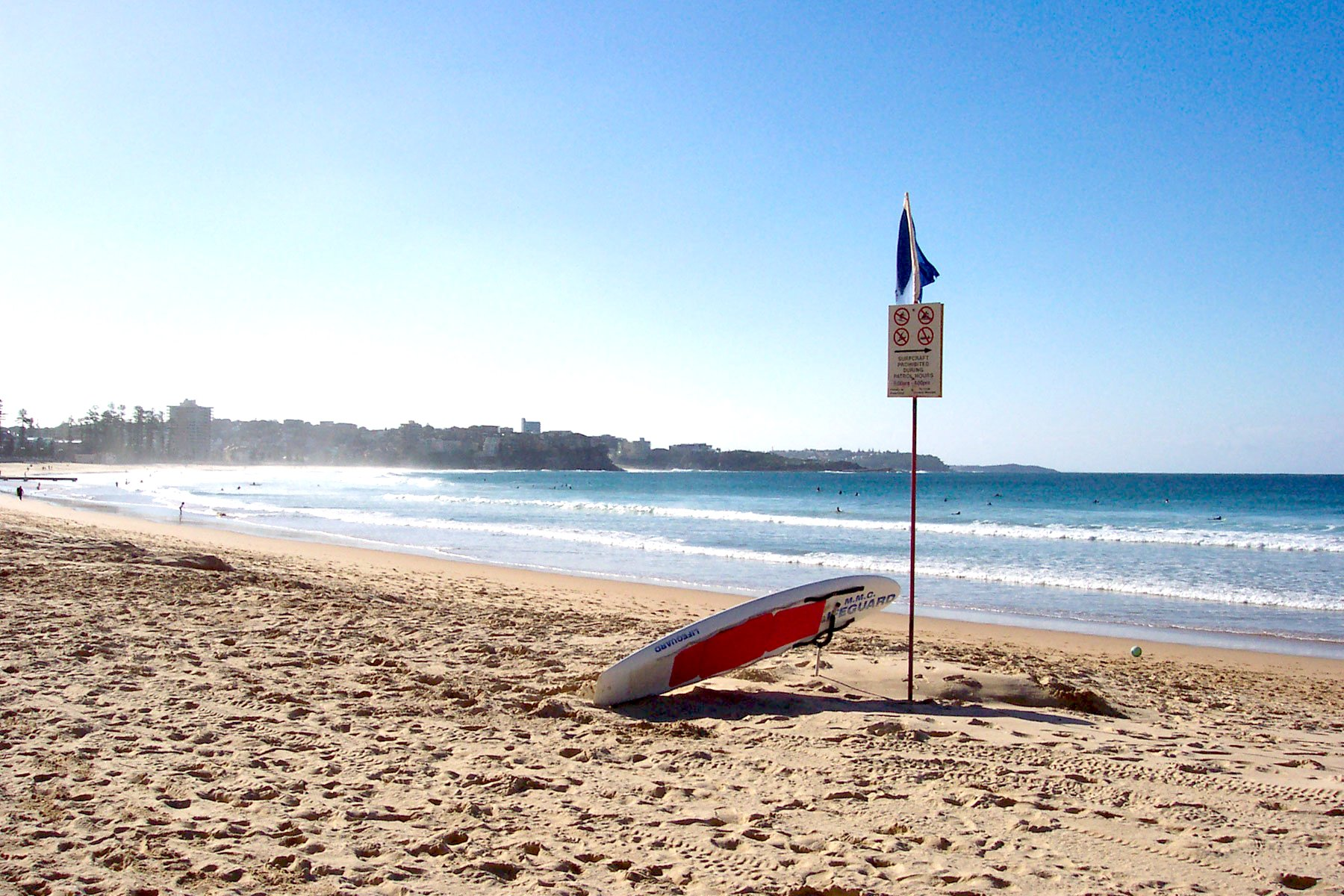
Plaża w Manly